# 矢鍋永三郎
矢鍋 永三郎（やなべ えいざぶろう、1880年（明治13年）3月15日 - 没年不詳）は、朝鮮総督府官僚。実業家。

## 経歴
岡山県出身。第一高等学校を経て、1907年（明治40年）に東京帝国大学法科大学仏法科を卒業した。統監府書記官となり、日韓併合後、財務部長、税関長として各地に勤務した。1917年（大正6年）より朝鮮総督府事務官、財務局関税局長、同理財課長、参事官、黄海道知事を歴任した。
1925年（大正14年）に退官した後は、朝鮮殖産銀行理事、漢城銀行取締役、朝鮮金融組合聯合会長、朝鮮土地改良株式会社監査役、中川鉱業株式会社社長、国民総力朝鮮聯盟理事、不二興業株式会社社長などを務めた。
戦後、公職追放となった。